# 茨城県立竹園高等学校
茨城県立竹園高等学校（いばらきけんりつたけぞのこうとうがっこう）は、茨城県つくば市竹園三丁目にある県立高等学校。通称は「竹高」（たけこう）。

## 概要
校地は、つくばエクスプレスつくば駅から東に徒歩約15分の、県道24号土浦学園線沿いに位置する。1979年（昭和54年）に、新治郡桜村大字花室字伏葉山（ふばやま）1218番地（現在のつくば市竹園三丁目9番地1）に建設された。
筑波研究学園都市地区内の高等学校としては、茗溪学園とともに最初に設立。開校時には1年生6学級、2・3年生は編入生のみ各1学級からスタート。開校当時，単位制を取り入れた県立初の高校となる。
次年度の入学生から国際科が設置されるまでは普通科8学級、その後長らくは全学年普通科6学級、国際科2学級の全8学級であったが、2008年度入試から普通科と国際科を一括で募集し、入学後の適性に応じて2年次に振り分けることが発表され、現在は1学年は普通,国際科8学級、2,3学年は普通科6学級、国際科2学級の全8学級である。普通科はスタンダードコース、国際科はアカデミックコースと呼ばれることもある。
学園都市中心部に位置し、周辺には物質・材料研究機構、つくば国際会議場などの施設がある。
2003年（平成15年）より、文部科学省のスーパーサイエンスハイスクール（SSH）に指定、県教委の「イングリッシュシャワープログラム」指定を受け、英語教育やノーベル賞受賞者などを招いての講演、土曜講座などの教育活動が行われている。

## 沿革
- 1978年9月30日 - 茨城県立学校設置条例の一部改正により、筑波研究学園都市の竹園地区に公立の全日制普通科高等学校の設置が決定
- 1978年12月1日 - 茨城県立土浦第一高等学校に開設準備室設置
- 1979年4月1日 - 開校
- 1979年5月26日 - 開校式を挙行（以後、創立記念日を5月26日とする）
- 1983年10月8日 - 茨城県立並木高等学校開設準備室を設置
- 1988年11月22日 - 創立10周年記念式典を挙行。記念事業として「嫩竹（わかたけ）の像」を建立。
- 1994年4月1日 - 国際科を設置
- 1994年9月3日 - 校訓（自律・進取・友愛）を制定
- 1998年11月6日 - 創立20周年記念式典挙行。記念事業として「陽だまりの風景」モニュメントを建立。
- 2003年4月 - スーパーサイエンスハイスクールに指定（～2006年）。イングリッシュ・シャワー・プログラムに指定（～2006年）。
- 2005年3月 - イングリッシュ・シャワー・プログラム終了。
- 2006年4月 - スーパーサイエンスハイスクール指定期間終了。終了後2年間は終了経過措置校となる。

## 部活動・同好会等
- バレーボール部
- 剣道部
- サッカー部
- バスケットボール部
- 弓道部
- ハンドボール部
- 水泳部
- 登山部
- 陸上競技部
- 卓球部
- バドミントン部
- テニス部
- ダンス部

- 吹奏楽部
- スーパーサイエンス(SSC)部(化学班、生物班、物理班)
- JRC部
- 紙道部(JRC部)
- 文芸部
- 棋道部
- イラスト部
- 英語部
- 茶道部
- 演劇部
- 華道部
- 美術部
- 合唱部
- クイズ研究部
- 旅研究部
- パソコン部
- 軽音楽部

## 校訓
- 自律
- 進取
- 友愛

## 交通
- 首都圏新都市鉄道つくばエクスプレスつくば駅・つくばセンターバスターミナルから
  - 徒歩約15分。
  - 関東鉄道バス・関鉄パープルバス10・11・19系統「土浦駅」行き乗車、「竹園高校前」下車徒歩2分
  - 関東鉄道バス20・21A系統「荒川沖駅」行き乗車、「竹園一丁目」下車徒歩7分
- 東日本旅客鉄道（JR東日本）常磐線土浦駅から
  - 関東鉄道バス・関鉄パープルバス10系統「筑波大学中央」行き・11系統「つくばセンター」行き・19系統「石下駅」行き乗車、「竹園高校前」下車徒歩2分
- JR常磐線荒川沖駅から
  - 関東鉄道バス20系統「筑波大学中央」行き・21A系統「つくばセンター」行き乗車、「竹園一丁目」下車徒歩7分
- JR東京駅から
  - 高速バスつくば線「筑波大学」行き又は「つくばセンター」行き乗車、「竹園二丁目」下車徒歩9分
- 以上のバス路線については主要路線のみ掲載

## 著名な出身者
- 高安美佐子 - 1982年3月卒業。物理学者、東京工業大学教授
- 豊田真穂 - 1994年3月卒業。歴史学者、早稲田大学教授
- 相川梨絵 - 1996年3月卒業。元フリーアナウンサー （元共同テレビジョン・セント・フォース所属）
- 近藤直也 - 2002年3月卒業。サッカー選手（東京ヴェルディ）、柏レイソルユース出身
- 荒木健太郎 - 2003年3月卒業。気象学者、雲研究者、気象庁気象研究所研究官
- 仁木拓人 - 2006年3月卒業。プロテニスプレイヤー（NJテニスクラブ出身）。日本ランキングダブルス3位（2019年度末）
- 原田美欧 - 2009年3月卒業。ミュージカル俳優、元バレエダンサー
- 夢子キャサリン - 2011年3月卒業。モデル
- 荒川ひかり - 女子競輪選手
- 伊藤祐靖 - 元海上自衛官
- 吉岡勉 - 会計学者
- 岩瀬亮 - 俳優